# 胡日新

參與選舉時的胡日新

胡日新（？—？），別稱「七山居士」（Thất Sơn Cư Sĩ），越南中醫、政治人物，是參加1961年越南共和國總統選舉的3名總統候選人之一。
胡日新曾參與反對法國殖民統治的民族主義運動，在20世紀50年代後引退轉而從事傳統醫學工作。他在參加1961年越南共和國總統選舉時已經超過70歲。胡日新的聯名參選人阮世傳是一位比他年輕的左翼政治家，曾經活躍於民族主義活動。